# الأعجوبة الثامنة في العالم
الأعجوبة الثامنة في العالم هو لقب غير رسمي يعطى في بعض الأحيان إلى المباني الجديدة، والهياكل، والمشاريع، أو التصاميم التي تعتبر قابلة للمقارنة مع عجائب الدنيا السبع.

## المرشحون لأعجوبة العالم الثامنة

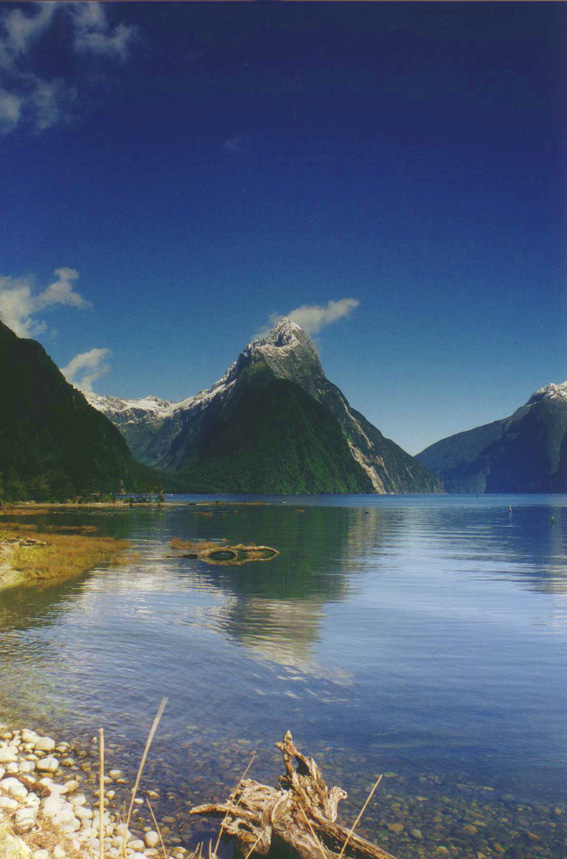
ميتري بيك، في ميلفورد ساوند، نيوزيلندا

### أماكن طبيعية
- شلالات بورني في كاليفورنيا، الولايات المتحدة؛ سميت بذلك بواسطة ثيودور روزفلت[1]
- ديدفلي كلاي بان في ناميبيا[2]
- جسر العملاق في مقاطعة أنتريم، أيرلندا الشمالية
- حديقة جروس مورن الوطنية في نيوفاوندلاند، كندا[3]
- ميلفورد ساوند في نيوزيلندا؛ سمي بذلك بواسطة روديارد كيبلينج[4]
- ناتشورال بريدج (فيرجينيا)، الولايات المتحدة، أطلق عليها الاسم ويليام جينينغز برايان[5]
- شلالات نياجرا، الواقعة بين مقاطعة أونتاريو وولاية نيويورك، الولايات المتحدة.[6]
- المدرجات الوردية والبيضاء في نيوزيلندا، قبل تدميرها المفترض خطأ في ثوران بركان جبل تاراويرا عام 1886.[7] وفي عام 2017، قام الباحثون الذين استخدموا مسحًا ضائعًا عام 1959 بتعيين مواقع التراس الوردي والأبيض.[8][9]
- حديقة توريس ديل باين الوطنية، تشيلي.[10][11]
- هجرة الحيوانات البرية الكبيرة في ماساي مارا، كينيا وسيرينجيتي، تنزانيا[12]

### إبداعات ما قبل 1900

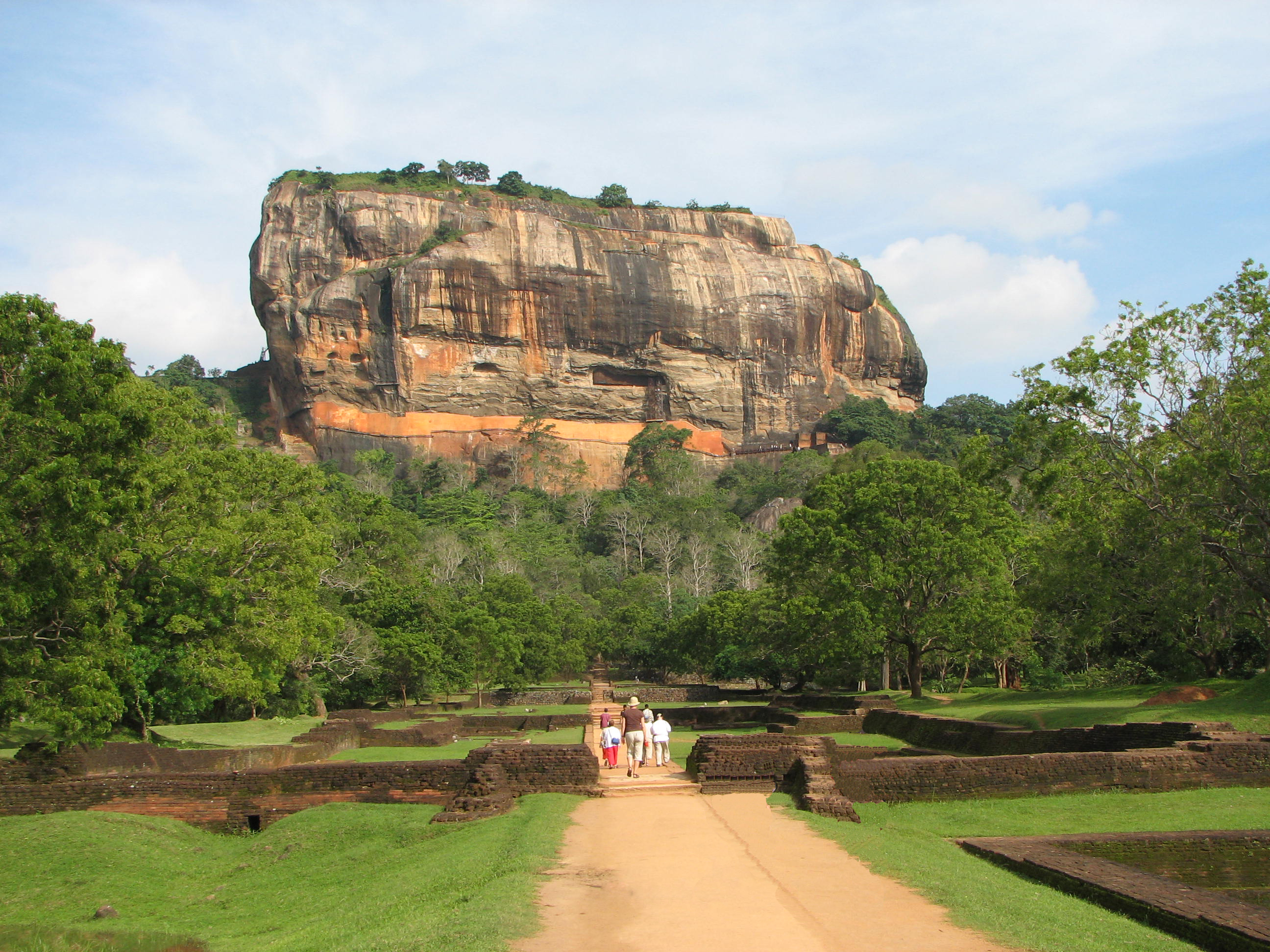
سيجيريا في منطقة ماتالي، سريلانكا

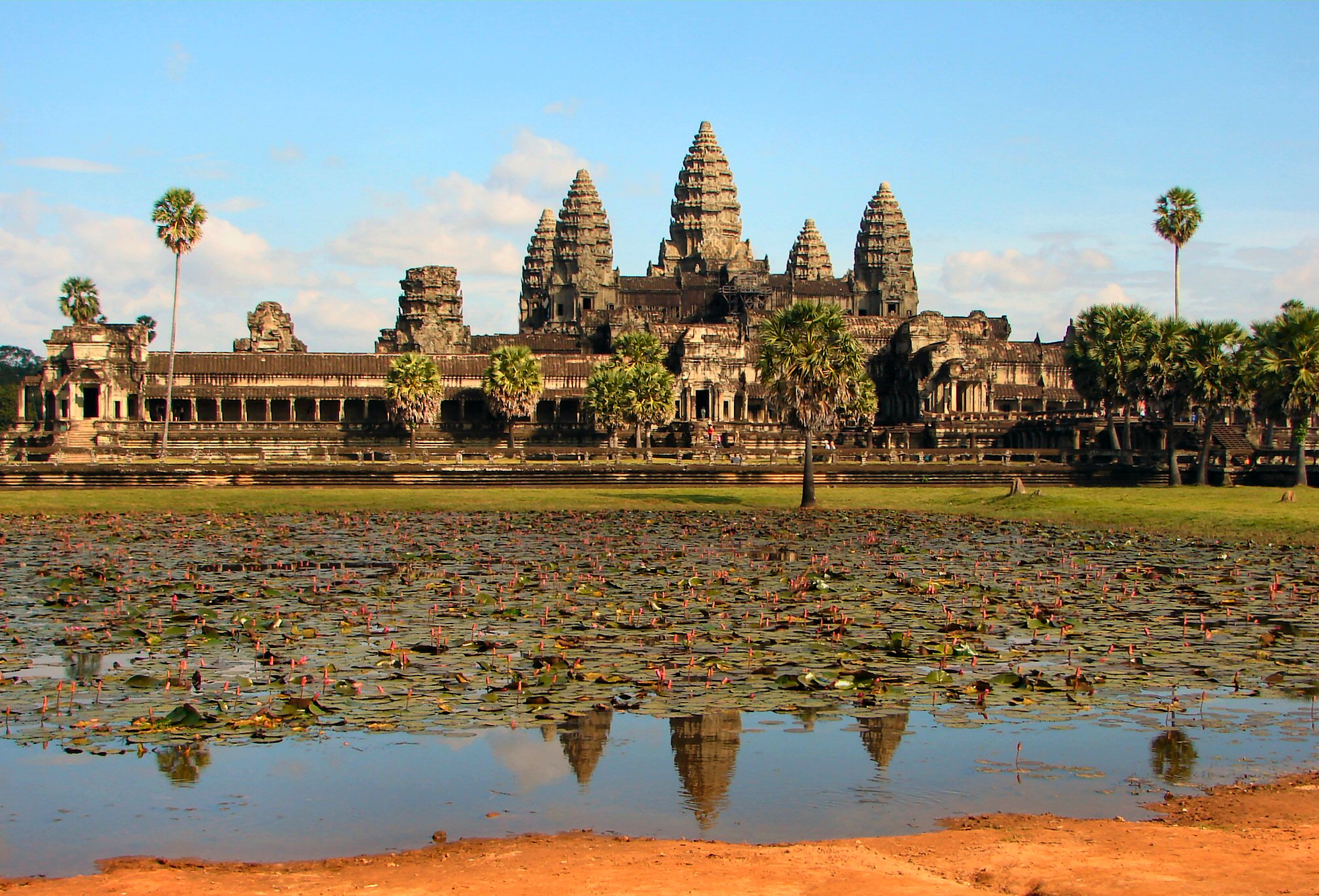
أنغكور وات في أنغكور، كمبوديا

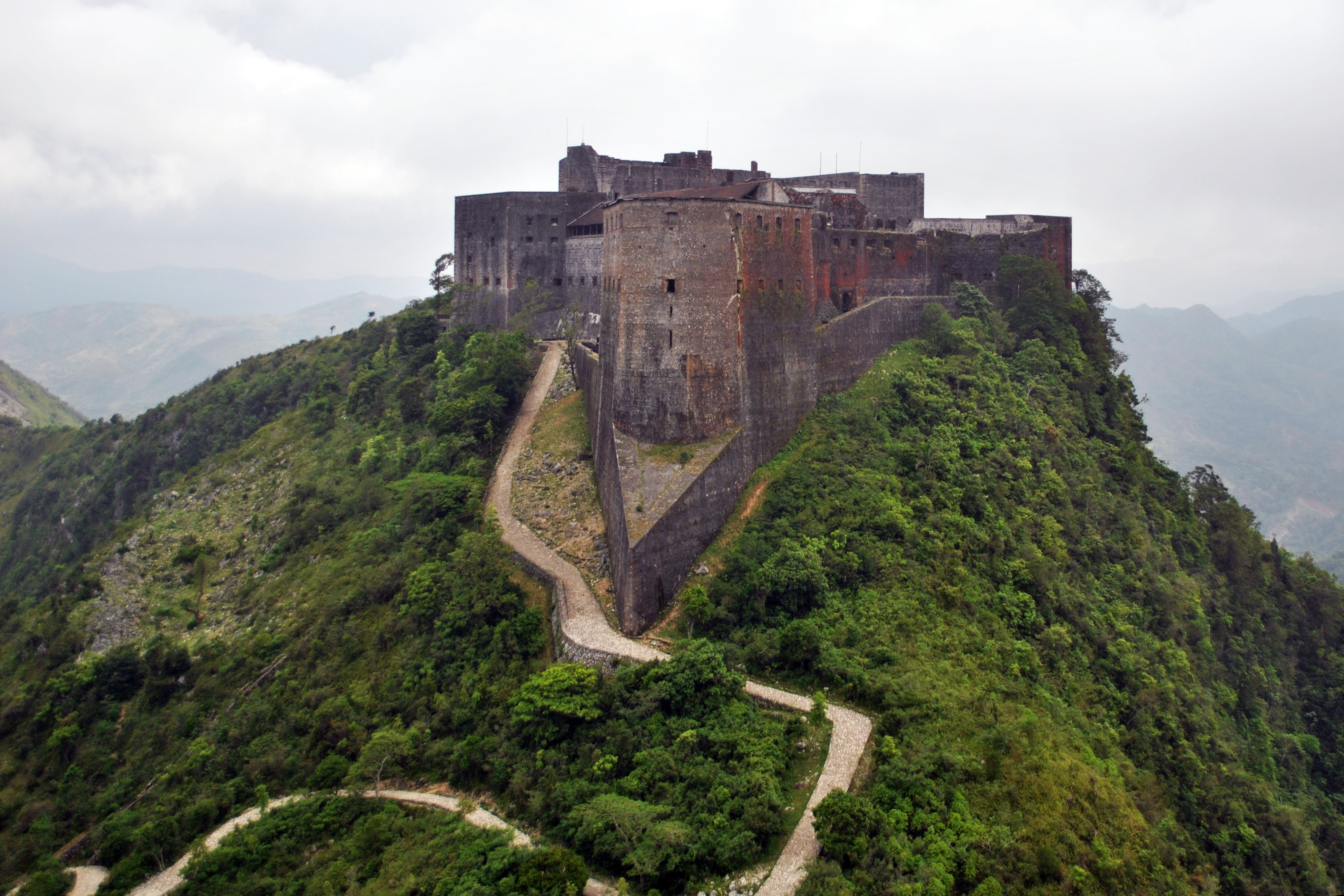
The Citadelle Laferrière في شمال هايتي

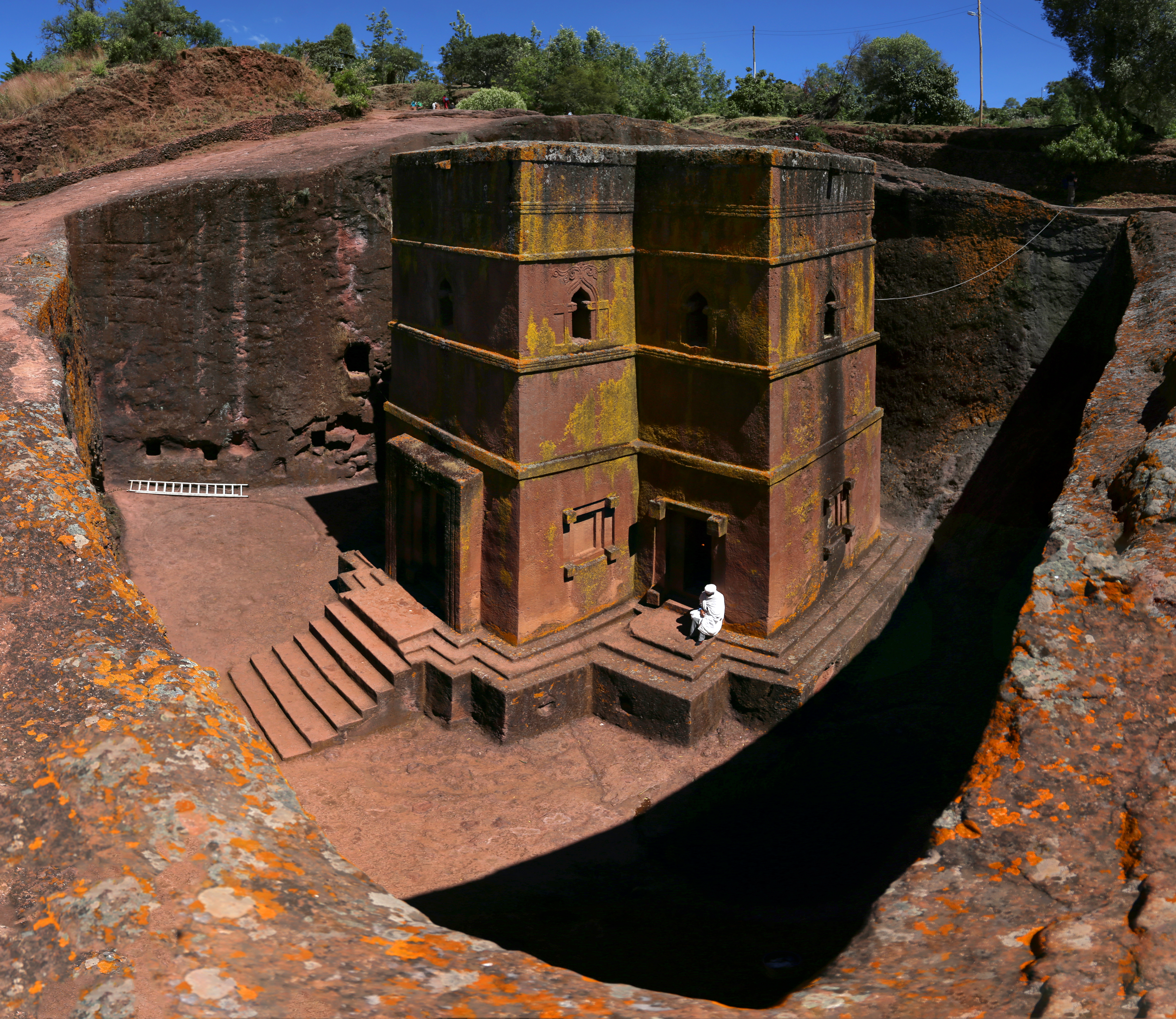
الكنيسة المتجانسة في إثيوبيا في لاليبيلا، إثيوبيا

- غرفة العنبر في قصر كاترين بالقرب من سانت بطرسبرغ، روسيا[13]
- أنغكور وات، كمبوديا[14]
- مدرجات أرز بانايو، الفلبين[15][16][17][18][19][20]
- بوروبودور، في ماجيلانج، إندونيسيا،[21]
- قلعة لافيرير، هايتي[22]
- جسر إيدز، سانت لويس، ميزوري، الولايات المتحدة[23]
- دير الإسكوريال، إسبانيا.[24]
- جسر السكة الحديد الرابع في اسكتلندا[25]
- سور الصين العظيم، الصين[26]
- جسر كينزوا الأصلي 1882 (جسر سكة حديد) في بنسلفانيا، الولايات المتحدة.
- برج بيزا المائل، إيطاليا
- ماتشو بيتشو، بيرو
- تماثيل مواي في جزيرة إيستر، تشيلي[27]
- مسلة أكسوم، إثيوبيا[28]
- حوض بولهيم الجاف، كارلسكرونا، السويد[29]
- الكنائس المحفورة في الصخر في لاليبيلا، إثيوبيا[30] (كنيسة القديس جورج، لاليبيلا)
- القصر الملكي في أمستردام، هولندا[31]
- سيجيريا، سريلانكا[32][33][34]
- تمثال الحرية، ميناء نيويورك، الولايات المتحدة.[35]
- ستونهنج، المملكة المتحدة[36]
- تاج محل، الهند[37][38]
- كنيسة روزاريو، مدينة بويبلا، المكسيك[39]
- جيش الطين، الصين[40]
- جسر فيكتوريا الأصلي (مونتريال)، كندا.[41]

### إبداعات ما بعد عام 1900
- سد أسوان في مصر، أطلقت نيكيتا خروتشوف على هذا الاسم[42]
- المصاطب البهائية على جبل الكرمل، حيفا، إسرائيل.[43]
- دلتا ووركس، المقاطعات الهولندية زيلاند وزويد هولندا، هولندا. سميت أعمال دلتا بإحدى عجائب الدنيا السبع في العالم الحديث من قبل مجلة كويست والجمعية الأمريكية للمهندسين المدنيين، و «أعجوبة العالم الثامنة» من قبل عدة مصادر أخرى.[44]

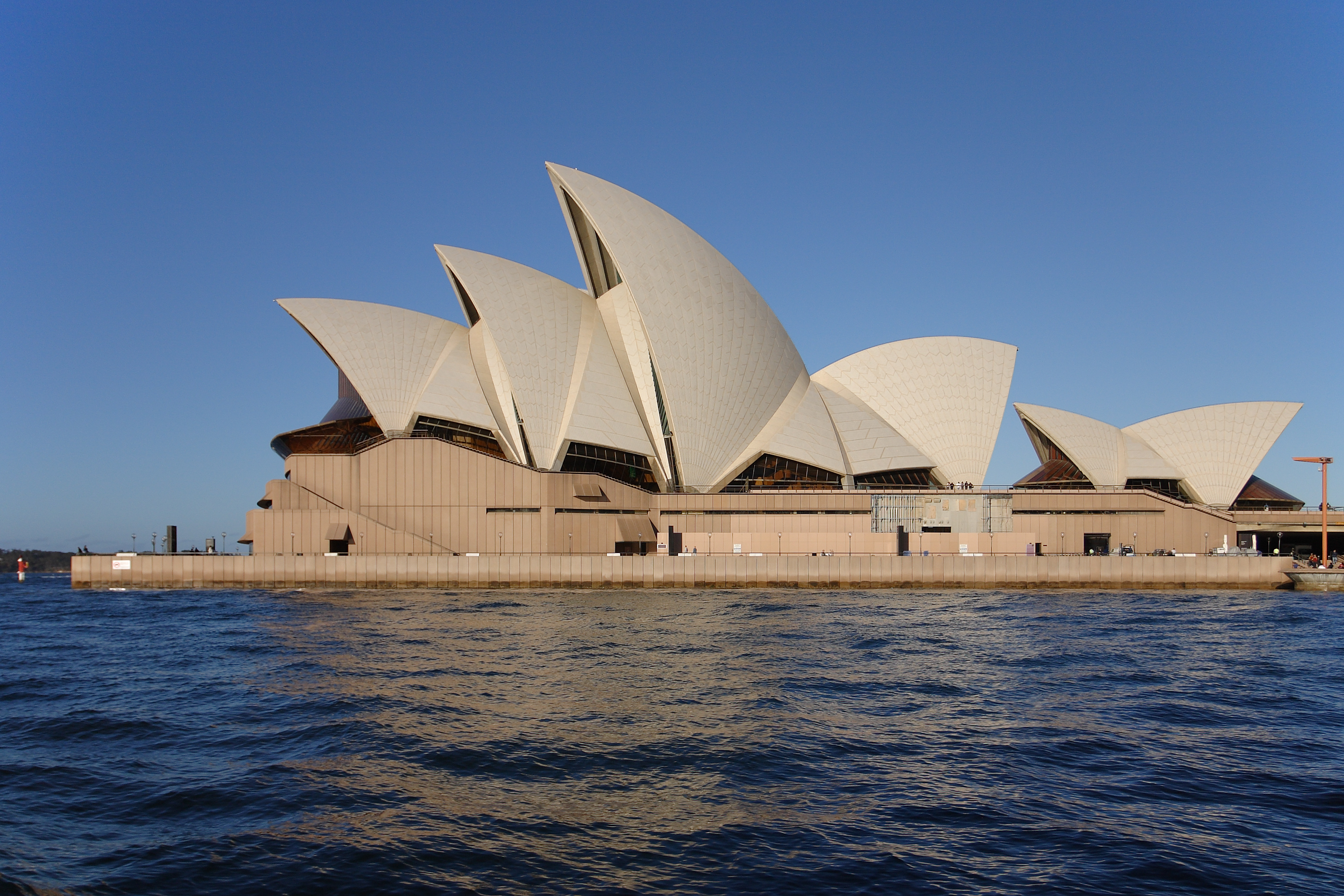
دار أوبرا سيدني، سيدني، أستراليا

- مبنى إمباير ستيت، مدينة نيويورك، الولايات المتحدة.[45][46]
- جسر جورج واشنطن، مدينة نيويورك، الولايات المتحدة[47]
- النهر الصناعي العظيم في ليبيا. منحه اللقب معمر القذافي.[48]
- منصة نفط هيبرنيا، نيوفاوندلاند، كندا[49]
- هيوستن أسترودوم، تكساس، الولايات المتحدة[50]
- طريق كاراكورام السريع في باكستان والصين
- جزر النخيل في دبي[51]
- قناة بنما، بنما[52]
- قطع بيكفيل في Pikeville، كنتاكي، الولايات المتحدة؛ حصل على العنوان من قبل صحيفة نيويورك تايمز.[53][54][55]
- نفق كوينزواي، ليفربول، ميرسيسايد، المملكة المتحدة[56]
- مركز روجرز، المسمى أصلاً SkyDome، في تورونتو، أونتاريو، كندا[57]
- تمثال الوحدة، كيفاديا، الهند، مُنح لقب منظمة شنغهاي للتعاون.[58][59]
- دار أوبرا سيدني في سيدني، أستراليا؛[60] حُكيت قصة بنائها في أوبرا العجائب الثامنة
- حاجز التايمز، لندن، المملكة المتحدة.[61]
- سد الخوانق الثلاثة في هوبي، الصين[62]
- فندق West Baden Springs Hotel في West Baden Springs، مقاطعة Orange، إنديانا، الولايات المتحدة.[63]
- غرب ادمونتون مول في ادمونتون، ألبرتا، كندا.[64]

### أشخاص
- أندريه العملاق، مصارع وممثل فرنسي محترف في السبعينيات والثمانينيات، والذي وصف بأنه 7   قدم 4 بوصة (2.24 م) و 500   رطل (230   كجم)، كان يشار إليه بانتظام باسم الأعجوبة الثامنة في العالم من قبل الاتحاد العالمي للمصارعة (WWF). [بحاجة لمصدر]

### في الخيال
- كينغ كونغ، وحش فيلم خيالي عملاق يشبه غوريلا ضخمة، ظهر في عدة أفلام منذ عام 1933. يروّج آسره للمعارض العامة لكونغ في قفص مع شعار: «أعجوبة العالم الثامنة».[65]
- وبالمثل، فإن Gorgo، وهو مخلوق خيالي شبيه بالديناصور يبلغ ارتفاعه 65 قدمًا تم التقاطه قبالة ساحل جزيرة Nara الأيرلندية الخيالية من فيلم كايجو البريطاني الذي يحمل الاسم نفسه، تم الترويج له على أنه «8 أعجوبة العالم» أثناء عرضه في سيرك في لندن.